# Skandální aféra Josefa Holouška
Skandální aféra Josefa Holouška jsou satirické povídky o novinách, novinářích, v nichž autor kritizuje poměry v tisku v období mezi dvěma světovými válkami.

## Příběh
V první povídce Skandální aféra - líčí, jak noviny rozpoutaly pomlouvačnou kampaň proti naprosto nevinné osobě. Hrdina se nemůže bránit, zbývá mu jen čekat až aféra utichne. Podivuhodné sny - kritizuje soudobý nacionalismus v tisku. Redaktor krajského listu se ve svých úvodnících snaží o módní nacionalistickou politiku. Ve svých snech se postupně přeměňuje v redaktora německého, francouzského a italského. Zjišťuje, že se vůbec neliší a vrací se k problémům svého světa.